# 15212 Yaroslavlʹ
15212 Yaroslavlʹ este un asteroid din centura principală de asteroizi.

## Descriere
15212 Yaroslavlʹ este un asteroid din centura principală de asteroizi. A fost descoperit pe 17 noiembrie 1979 la Observatorul de Astrofizică din Crimeea de Liudmila Cernîh. Asteroidul prezintă o orbită caracterizată de o semiaxă mare de 2,79 ua, o excentricitate de 0,14 și o înclinație de 10,3° în raport cu ecliptica.